# حرف الدبر (مناخة)

تعديل مصدري - تعديل

حرف الدبر هي إحدى قرى عزلة بني خطاب بمديرية مناخة التابعة لمحافظة صنعاء، بلغ تعداد سكانها 159 نسمة حسب تعداد اليمن لعام 2004.